# المشاف (عبس)

تعديل مصدري - تعديل

المشاف هي إحدى قرى عزلة البتارية بمديرية عبس التابعة لمحافظة حجة، بلغ تعداد سكانها 812 نسمة حسب تعداد اليمن لعام 2004.